# Лада (герб)
Лада (пол. Łada, Ładzic, Mancz) — польский дворянский герб.

## Описание
В красном (иногда голубом) поле серебряная подкова, шипами обращённая вниз; на вершине её золотой крест; с правой от неё стороны летящая вверх стрела, а с левой орудие вроде вил, употребляемых охотниками. В нашлемнике изображается выходящий до половины коронованный лев вправо, держащий в лапе меч.
Польские историки относят начало этого герба: одни — к XIII веку и объясняют название именем его владельца, другие — к началу XIV века и полагают, что название это присвоено по месту, которое принадлежало лицу, ознаменовавшему себя в войне с ятвягами.

## Герб используют

### Б
1. Бардовские (Bardowski)
2. Бартошевичи (Bartoszewicz, Bartoszowicz)
3. Беньковские (Bienkowski)
4. Беняковские (Беняконьские, Bieniakowski)
5. Беняшевские (Bieniaszewski)
6. Билинские (Bilinski)
7. Богдановичи (Bogdanowicz, Bohdanowicz)
8. Бончковские (Baczkowski)
9. Боржимовские (Borzymowski)
10. Бродовицкие (Brodowicki)
11. Бродовские (Бродовские де Нойхофен) (Brodowski, Brodowski de Neuhofen)

### В
1. Валицкие (Walicki, Walicki Lodzic)
2. Вильчек (Wilczek)
3. Влад (Wlad)
4. Войцеховские
5. Вонсовичи (Wasowicz)
6. Вонсовские (Wasowski)
7. Высоцкие (Wysocki)

### Г
1. Герковские (Gierkowski)
2. Герман (Herman)
3. Глятовские (Glatowski)
4. Гнатовские (Gnatowski)
5. Грамницкие (Gramnicki)
6. Гратовские (Gratowski)
7. Гродецкие (Grodecki)
8. Гродзицкие (Grodzicki)
9. Грондзкие (Грондские) (Gradzki, Gradzki)
10. Гроцкие (Гродские) (Grocki, Grodzki)

### Д
1. Добржинецкие (Dobrzyniecki)
2. Добржишевские (Dobrzyszewski)

### З
1. Заблоцкие (Zablocki)
2. Заболоцкие
3. Завистовские (Zawistowski)
4. Залеские (Zaleski, Zalewski)
5. Заорские (Zaorski)
6. Зарцишевские (Zarciszewski)
7. Зволинские (Zwolinski)
8. Згоржельские (Zgorzelski)

### К
1. Клодзенские (Klodzienski)
2. Клодзинские (Klodzinski)
3. Клодницкие (Klodnicki)
4. Кобылинские (Kobylinski)
5. Ковалевские (Kowalewski)
6. Кокошка (Kokoszka)
7. Констанские (Konstanski)
8. Копанские (Kopanski)
9. Короновские (Koronowski)
10. Котовские (Kotowski)
11. Крочовские (Kroczowski)
12. Крчитовские (Krczytowski)
13. Кубиткевичи (Kubitkiewicz)
14. Кучевские (Kuczewski)

### Л
1. Ладзицы (Ladzic)
2. Ладовские (Ladowski)
3. Лады (Lada)
4. Лазовские (Lazowski)
5. Лазомские (Lazomski)
6. Липские (Lipski)
7. Лютославские (Lutoslawski)

### М
1. Мандецкие (Mandecki)
2. Михаловские (Michalowski)
3. Можаровские (Mozarowski),  Мажуровские (Mażurowski)
4. Моцарские (Mocarski)
5. Мочарские (Moczarski, Mocarski)

### Н
1. Носковские (Носковские з Срженска) (Noskowski, Noskowski ze Srzenska)

### П
1. Пильх (Pilch)
2. Поморские (Pomorski)
3. Прошковские (Proszkowski)

### Р
1. Радонские (Radonski)
2. Радостовские (Radostowski)
3. Регульские (Regulski)
4. Рембертовские (Rembertowski)
5. Рендзина (Redzina)
6. Рендзинские (Rendzinski, Redzinski)
7. Ржендзинские (Rzedzinski)
8. Рыбенские (Rybienski)
9. Рыбовские (Rybowski)

### С
1. Свидлицкие (Swidlicki)
2. Скржинские (Skrzynski)
3. Скупские (Skupski)
4. Служовецкие (Sluzowiecki)
5. Смаржинские (Смержинские) (Smarzynski, Smerzynski)
6. Соболевские (Sobolewski)

### Т
1. Табенские (Tabenski)
2. Тромбские (Trabski)
3. Тромпские (Trapski)

### Х
1. Ходаковские (Chodakowski)

### Ц
1. Цыбульские (Cybulski)

### Ч
1. Чарновские (Czarnowski)
2. Чернеховские (Czerniechowski)
3. Черняковские (Czerniakowski)
4. Черняховские

### Ш
1. Шмержинские (Szmerzynski)

### Я
1. Яниковские (Janikowski)
2. Янушевские (Januszewski)

- Лада с отменою (Лада II)

1. Бродовские (Brodowski).